# 中留俊司
中留俊司（日语：／ Nakadome Shunji，1964年8月17日—），日本男子摔跤运动员。他曾代表日本参加1986年亚洲运动会摔跤比赛，获得一枚金牌。他也曾参加1988年夏季奥林匹克运动会。